# International Federation Icestocksport
Die International Federation Icestocksport (IFI) ist der internationale Dachverband des Eisstockschießens. Er hat seinen Sitz in Frankfurt am Main und ist ein seit 2021 vom IOC anerkannter Verband.
Dem Verband gehören vier kontinentale Verbände in Afrika, Amerika, Asien-Ozeanien und Europa an. Diesen gehören 54 Mitgliedsverbände an.
Die IFI organisiert die Eisstock-Weltmeisterschaften sowie die Eisstock-Europameisterschaften und die Eisstock-Afrikameisterschaft. Hinzu kommt die Organisation diverser kontinentaler und internationaler Jugendwettbewerbe.